# Jo Eggen
Jo Eggen (* 5. Juni 1941 in Engerdal) ist ein ehemaliger norwegischer Skilangläufer.

## Werdegang
Eggen, der für den Engerdal SK startete, errang im Jahr 1965 den 15. Platz beim Holmenkollen Skifestival über 50 km. Bei den Nordischen Skiweltmeisterschaften 1966 in Oslo belegte er den 27. Platz über 30 km. Im selben Jahr siegte er bei den norwegischen Meisterschaften mit der Staffel von Engerdal SK und belegte im Rennen über 30 km hinter seinem Zwillingsbruder Gjermund den zweiten Platz. Zwei Jahre später wurde er bei den norwegischen Meisterschaften über 10 km Dritter und mit der Staffel Zweiter. Im selben Jahr siegte er bei den Svenska Skidspelen mit der Staffel.